# 宗形氏男
宗形 氏男（むなかた の うじお）は、宗像大社（現在の福岡県宗像市）の第2代宮司（在任：939年 - 963年）。「宗形」は「宗像」とも表記する。宗形清氏の子という。宗像大社の神主でもあった。
天慶の乱では藤原純友と争い、純友の弟の純素を討ち果たした。